# 塩酸
塩酸（えんさん）とは塩化水素の水溶液であり強酸の一種である。本来は塩化水素酸と呼ぶべきものだが、歴史的な経緯から酸素を含む酸と同じように、塩酸と呼ばれている。 刺激臭をもつ無色の液体。
塩酸は重要な実験用試薬および工業用化学物質とされているほか、動物においても消化に不可欠な胃酸の主成分となっている。

## 語源
世界で初めて高濃度の塩酸を製造したヨハン・ルドルフ・グラウバーの方法に従って岩塩から製造されたため、ヨーロッパの錬金術師たちはspirits of salt (塩の精霊) または acidum salis (塩の酸) と呼んでいた。
日本語では、これを意味するオランダ語Zoutzuur或いはドイツ語Salzsäureを直訳して、「塩酸」と呼ばれるようになった。
英語ではhydrochloric acidと呼ばれるが、これは1814年にフランスの化学者ジョセフ・ルイ・ゲイ＝リュサックによって造られた語である。

## 歴史
10世紀初頭、アル・ラーズィー は、塩化アンモン石 (塩化アンモニウム) と硫酸塩を混合して蒸留を行う実験を行った。この実験により塩化水素ガスが生成されたが、アル・ラーズィーはほとんどの実験でこのガスを無視していた。
11世紀から12世紀ごろ、この実験を元に記述されたDe aluminibus et salibus (『ミョウバンと塩について』）では、金属のさまざまな塩の加熱について記述されており、水銀と塩を加熱すると塩化水銀(II) (昇汞) が生成されることが記載されていた。この反応では実際に塩酸が生成されるものの、すぐに水銀と反応して昇汞が生成される。
13世紀ごろ、ラテンの錬金術師たちは先の文献に記述されていた昇汞の塩素化特性に魅了され、様々な実験を繰り返した。その結果、硫酸塩・ミョウバン・塩を加熱してから金属を取り除くと、強い無機酸を直接蒸留できることを発見した。
この無機酸の発見により14世紀ごろ、金を溶解できる王水が発明された。現在では王水は硝酸と塩酸を1:3の比率で混合することで作られることが広く知られているが、この時点では塩化アンモニウムと硝酸の加熱で作られており、塩酸の単離は行えていなかった。
塩酸単体の製造は16世紀後半にジャンバッティスタ・デッラ・ポルタ 、アンドレアス・リバヴィウス、ジャン・ベガンらの著作により初めて報告された。

### 産業の発展
18世紀ごろ、ヨーロッパでは産業革命によって、塩基性物質の需要が増加していた。ニコラ・ルブランは塩化ナトリウムと硫酸を混合することで、炭酸ナトリウムを大量・安価に生産できるルブラン法を発明した。
{\displaystyle {\ce {2NaCl\ + H2SO4 -> Na2SO4\ + 2HCl}}}
この方法では副産物として、塩化水素ガスが放出される。当時この塩化水素は産業的に無価値であったため、大気中に放出されていた。しかし健康被害の増加により、イギリスでは1863年のアルカリ法によって大気放出が禁止された。各国もこの規制に続き、塩化水素の大気放出を禁止した。
この法律の成立によって、発生した塩化水素ガスを水に吸収させる義務が生じたことで、工業的に塩酸が生産されることとなった。
20世紀には炭酸ナトリウムの製造は、塩化水素ガスが発生しないソルベイ法によって置き換えられていった。
しかし塩酸はすでに多くの用途で重要な物質として用いられており、代替の製造方法によって製造される事となった。
2000年現在、塩酸は主に工業用有機化合物の生産で副産物として生成される塩化水素を、水に吸収させることによって工業的に製造されている。

## 構造と反応
塩酸はヒドロニウムと塩化物イオンの塩である。 そのイオンは陽イオンは実際には他の水分子と結合していることがよくあるもののH3O+ Cl-と書かれる。濃塩酸の赤外分光法、ラマン分光法、X線、および中性子回折を組み合わせた研究により、これらの溶液中のH+(aq)の主要な形態はH5O2+であり、いくつかの方法で、塩化物イオンとともに隣接する水分子に水素結合していることが明らかになった。(この問題についてのより深い議論についてはヒドロニウムを参照すること)

### 酸度
強酸なので、塩化水素のKa (酸解離定数) は大きい。理論的な推定では、塩化水素のpKaは-5.9であることが示唆されている。ただし、塩化水素ガスと塩酸を区別することが重要である。水平化効果により、高濃度で挙動が理想から逸脱する場合を除いて、塩酸 (HCl水溶液) は、水中で利用可能な最強のプロトン供与体であるアクアプロトン (一般にヒドロニウムイオンとして知られる) と同じくらい酸性が強い。NaClなどの塩化物塩をHCl水溶液に添加してもpHへの影響はわずかであり、Cl-が非常に弱い共役塩基であること、HClが完全に解離していることが示される。 HClの希薄溶液は、水和したH+とCl-への完全な解離を想定して予測されたpHに近い値となっている。

## 物理的性質
| 質量分率 | 濃度      | 濃度     | 密度  | モル濃度 | pH   | 粘度  | 比熱容量  | 蒸気圧 | 沸点 | 融点 |
| kg HCl/kg | kg HCl/m3 | ボーメ度 | kg/L  | mol/L    |      | mPa·s | kJ/(kg·K) | kPa    | °C   | °C   |
| --- | --------- | -------- | ----- | -------- | ---- | ----- | --------- | ------ | ---- | ---- |
| 10% | 104.80    | 6.6      | 1.048 | 2.87     | −0.5 | 1.16  | 3.47      | 1.95   | 103  | −18  |
| 20% | 219.60    | 13       | 1.098 | 6.02     | −0.8 | 1.37  | 2.99      | 1.40   | 108  | −59  |
| 30% | 344.70    | 19       | 1.149 | 9.45     | −1.0 | 1.70  | 2.60      | 2.13   | 90   | −52  |
| 32% | 370.88    | 20       | 1.159 | 10.17    | −1.0 | 1.80  | 2.55      | 3.73   | 84   | −43  |
| 34% | 397.46    | 21       | 1.169 | 10.90    | −1.0 | 1.90  | 2.50      | 7.24   | 71   | −36  |
| 36% | 424.44    | 22       | 1.179 | 11.81    | −1.1 | 1.99  | 2.46      | 14.5   | 61   | −30  |
| 38% | 451.82    | 23       | 1.189 | 12.39    | −1.1 | 2.10  | 2.43      | 28.3   | 48   | −26  |
| 上記の表の基準温度と圧力は、20 °Cおよび1気圧(101.325 kPa)である。蒸気圧の値は国際臨界表から取得され、溶液の全蒸気圧を参照している。 |           |          |       |          |      |       |           |        |      |      |

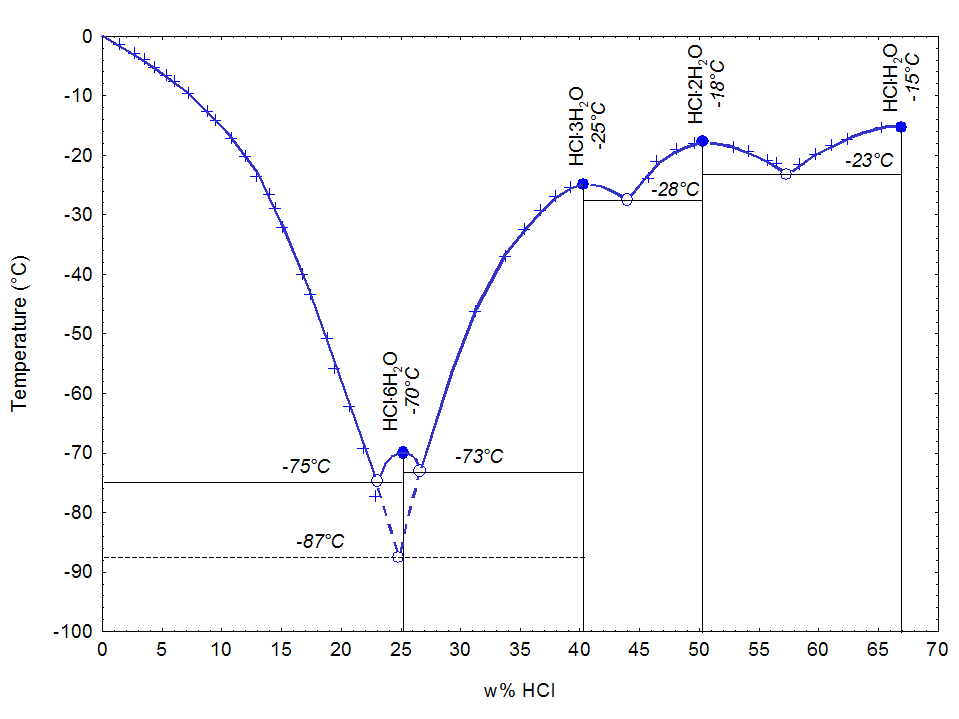
水中のHCl濃度による融解温度の変化

沸点、融点、密度、水素イオン指数 (pH) などの塩酸の物理的特性は、水溶液中のHClの濃度またはモル濃度に依存している。それらは、0％ HClに近い非常に低濃度の値から40％ HClを超える発煙塩酸の値までの範囲で定義されている。
HClとH2Oの2成分の混合物としての塩酸は、HClの濃度が20.2％の時に108.6 °C (227 °F)で一定になる沸騰共沸混合物である。[H3O]Cl (68% HCl)、[H5O2]Cl (51% HCl)、[H7O3]Cl (41% HCl)、[H3O]Cl·5H2O (25% HCl)、そして氷 (0% HCl)の結晶形の間には、塩酸の4つの一定結晶化共晶点がある。氷と[H7O3]Cl結晶化の間には、24.8％の準安定共晶点もある。これらはすべてヒドロニウム塩である。

## 製造
塩酸は産業的には塩化水素を水に溶解させることで調製されることが多い。塩化水素はさまざまな方法で生成されることがあるため、塩酸の前駆体はいくつか存在する。 塩酸の大規模生産は、ほとんどの場合、水酸化物、水素、塩素を生産するクロルアルカリプロセスなどの工業規模の他の化学物質の生産と統合されている。この時発生する水素と塩素を利用してHClを生成することができる。

### 産業市場
塩酸は、最大38％ HCl (濃縮グレード) 溶液として生産される。化学的には40％をわずかに超える高濃度にすることは可能だが、蒸発率が非常に高いため、保管と取り扱いには、加圧や冷却などの特別な予防措置が必要である。したがって、大量生産のための工業グレードは30％から35％であり、輸送効率と蒸発による製品損失のバランスが取れるように最適化されている。アメリカ合衆国では、20％から32％の溶液が塩酸として販売されている。アメリカ合衆国の家庭用溶液、主にクリーニングは、通常10％から12％のものを使用するので、使用前に希釈することが強く推奨されている。塩酸が家庭用洗浄用のSpirits of Saltとして販売されている英国では、効力は米国の工業用グレードと同じである。イタリアなど他の国では、家庭用または工業用洗浄用の塩酸がAcido Muriaticoとして販売されており、その濃度は5％から32％の範囲である。
世界中の主要な生産者には、HClガス換算で年間200万メートルトン(2 Mt/年)生産しているダウ・ケミカルがあり、また、ジョージアガルフコーポレーション、東ソー、アクゾノーベル、およびテセンドロがそれぞれ0.5〜1.5 Mt/年生産している。比較すると、HClとして表される世界の総生産量は、20 Mt/年と推定され、その内訳は、直接合成から3 Mt/年、残りは有機合成および同様の合成からの二次生成物である。なお、2016年度日本国内生産量は合成696,835 t, 副生929,311 t、消費量は533,600 tである。

## 利用
塩酸は、金属の精製など多くの工業プロセスで使用される強い無機酸である。多くの場合、利用方法によって求められる製品の品質が決定される。塩酸ではなく塩化水素は、例えばクロロエチレンおよびジクロロエタン用に有機化学工業でより広く使用されている。

### 鋼の酸洗浄
塩酸の最も重要な用途の1つとして、鋼の酸洗浄で、押出成形、圧延、亜鉛めっき、およびその他の技術などの後続の処理の前に、鉄または鋼から錆または酸化鉄の被膜を除去するということが挙げられる。通常18％の濃度の技術品質のHClは、炭素鋼等級の酸洗浄に最も一般的に使用される酸洗浄剤である。
{\displaystyle {\ce {Fe3O4 + Fe + 8 HCl -> 4 FeCl2 + 4 H2O}}}
使用済みの酸は、塩化鉄(II) (塩化第一鉄としても知られている) 溶液として長い間再利用されてきたが、酸洗浄液中の重金属水準が高いため、あまり行われなくなってきている。鉄鋼酸洗い業界は、スプレーロースターや流動床塩化水素再生プロセスなどの塩酸再生プロセスを開発した。これにより、使用済み酸洗浄液からHClを回収できる。 最も一般的な再生プロセスは、次の反応式による熱加水分解プロセスである。
{\displaystyle {\ce {4 FeCl2 + 4 H2O + O2 -> 8 HCl + 2 Fe2O3}}}
使用済みの酸を回収することにより、閉じた酸ループが確立される。再生プロセスで生じる酸化鉄(III)副産物は貴重であり、さまざまな第二次産業で使用されている。

### 無機化合物の生産
酸洗浄に使用されるのと同様に、塩酸は多くの金属、金属酸化物、金属炭酸塩を溶解するために使用される。 変換は、多くの場合、以下のような簡略化された方程式で表される。
{\displaystyle {\ce {Zn + 2 HCl -> ZnCl2 + H2}}}
{\displaystyle {\ce {NiO + 2 HCl -> NiCl2 + H2O}}}
{\displaystyle {\ce {CaCO3 + 2 HCl -> CaCl2 + CO2 + H2O}}}
これらの過程は、分析またはさらなる生産のための金属塩化物の生産に使用される。

### pH制御と中和
塩酸は、溶液の酸度 (pH) を調整するために使用できる。
{\displaystyle {\ce {OH^- + HCl -> H2O + Cl^-}}}
純度が要求される業界 (食品、医薬品、飲料水) では、高品質の塩酸を使用して経路の水流のpHを制御している。純度の要求の少ない業界、廃水流の中和やプールのpHの制御などには、技術的な品質の塩酸で十分である。

### イオン交換体の再生
イオン交換樹脂の再生には高品質の塩酸が使用される。陽イオン交換は、水溶液からNa+やCa2+などのイオンを除去し、脱塩水を生成するために広く使用されている。酸は、樹脂から陽イオンを洗い流すために使用される。Na+はH+に、Ca2+は2 H+に置き換わる。
イオン交換体と純水は、すべての化学産業、飲料水生産、および多くの食品産業で使用されている。

### 実験室での利用
化学における6つの一般的な強無機酸のうち、塩酸は、酸化還元反応の干渉を受ける可能性が最も低い一価の酸である。また、取り扱うのに最も危険性の低い強酸の1つである。 酸度が高いにもかかわらず、反応性がなく、毒性のない塩化物イオンで構成されている。中程度の濃度の塩酸溶液は、保管時に非常に安定しており、長期間にわたってその濃度が保たれる。これらの特性に加えて、純粋な試薬として利用できるため、塩酸は優れた酸性化試薬になる。それに加えて費用があまりかからない。
塩酸は、塩基の量を決定するための滴定をするときによく選択される酸である。より明確な滴定の終点が生じる強酸の滴定剤を用いることによって、より正確な結果を得られる。共沸、または定沸点塩酸 (約20.2%) は、定量分析の主要な標準物質として使用できるが、正確な濃度は、調製時の気圧によって異なる。

### その他
塩酸は、皮革加工、家庭用掃除、ビル建設など、小規模な用途に多く使用されている。油井の岩石層に塩酸を注入し、岩石の一部を溶解し、大孔径構造を作成することにより、石油生産を促進することができる。油井の酸性化は、北海の石油生産業界では一般的なプロセスである。
塩酸は、炭酸カルシウムを溶解するために使用されてきた。例としては、やかんの被膜除去や煉瓦のモルタルの洗浄などがある。煉瓦造りの壁で使用する場合、モルタルとの反応は、以下の式のように酸がすべて変換されて塩化カルシウム、二酸化炭素、および水が生成されるまで続く。
{\displaystyle {\ce {CaCO3 + 2 HCl -> CaCl2 + CO2 + H2O}}}
塩酸を含む多くの化学反応は、食品、食品成分、および食品添加物の製造に関与している。典型的な製品には、アスパルテーム、フルクトース、クエン酸、リシン、食品増強剤としての加水分解植物性タンパク質、およびゼラチン製造が含まれている。食品等級の (超高純度) 塩酸は、最終製品に必要なときに使用される。

## 生物における存在

粘膜防御機構を備えた胃の塩基性粘膜の図

胃酸は胃の主要な分泌物の1つである。その主成分は塩酸で、それによって胃の内容物はpH1から2に酸性化されている。塩化物イオン (Cl−) と水素イオン (H+) は、胃粘膜の壁細胞によって胃底部の胃底領域に別々に分泌され、胃管腔に入る前に小管と呼ばれる分泌ネットワークに分泌される。
胃酸は微生物に対する防壁として働くことで感染を防いだり、食物を消化したりするのに重要である。その低いpHによってタンパク質が変性され、それによってペプシンなどの消化酵素による分解を受けやすくなっている。 低pH環境ではまた、酵素前駆体であるペプシノーゲンが自己切断によって活性酵素であるペプシンに活性化される。粥状液の塩酸塩は胃を出た後、十二指腸で炭酸水素塩によって中和される。
胃自体は、厚い粘液層の分泌と、セクレチンによって誘発される炭酸水素ナトリウムによる緩衝作用によって、強酸から保護されている。これらのメカニズムの欠陥によって、胸やけまたは消化性潰瘍を発症する可能性がある。抗ヒスタミン薬とプロトンポンプ阻害薬などの医薬品は胃での酸の生成を阻害する可能性があり、また制酸薬は過剰に存在する酸を中和するために使用される。

## 安全性
塩酸は強酸であるため、生体組織や多くの物質に対して腐食性があるが、ゴムに対しては腐食性がない。 通常、濃縮溶液を取り扱う場合は、ゴム製の保護手袋と関連する保護具が使用される。
| 質量分率      | 分類                                           | Hフレーズの一覧 |
| ------------- | ---------------------------------------------- | --------------- |
| 10% ≤ C < 25% | 皮膚刺激を引き起こし、深刻な眼刺激を引き起こす | H315, H319      |
| C ≥ 10%       | 呼吸器への刺激を引き起こす可能性がある         | H335            |
| C ≥ 25%       | 重度の皮膚のやけどや目の損傷を引き起こす       | H314            |

塩酸は、ヘロイン、コカイン、およびメタンフェタミンの生産に使用されているため、1988年の麻薬および向精神薬の違法取引に対する国連条約の下で表IIの前駆体として表記されている。